# 申宁华
申宁华（1930年—），女，湖南邵阳人，中国应用地球物理学家，曾任长春地质学院教授、博士生导师。